# Serge Baudo
Serge Baudo (Marseille, 16. srpnja 1927.) francuski je skladatelj i dirigent, sin oboista Étienna Bauda i nećak violončelista Paula Torteliera.
Baudo je dirigentsku karijeru započeo u Simfonijskom orkestru Radija Nice, gdje je dirigirao od 1959. do 1962. Nakon toga bio je privremeni umjetnički voditelj Praške opere do 1965. godine. Pisao je i filmsku glazbu za dva dokumentarna filma Jacquesa-Yvesa Cousteaua: 1964. je napisao i uglazbio glazbu za film Svijet bez sunca, a 1976. za film Voyage au bout du monde (Costeauov film o četveromjesečnoj ekspediciji na Antarktiku). Dirigirao je na svjetskoj premijeri opere Andrea del Sarto  Jeana-Yvesa Daniela-Lesura u Marseillu, u siječnju 1969. U srpnju 1970. dirigirao na premijeri skladbe Tout un monde lointain... za violončelo i orkestar francuskog skladatelja Henrija Dutilleuxa u izvedbi violončelista Mstislava Rostropoviča i orkestra Orchestre de Paris na Festivalu d'Aix-en-Provence.
Nakon sklaadteljskog anažmana i nekoliko premijera postaje šef dirigent Filharmonijskog orkestra Rhône-Alpes, a kasnije i Nacionalnog orkestra u Lyonu, kojim je dirigirao od 1971. do 1987. Tijekom vremena provedenog u Lyonu, osnovao je festival klasične glazbe Berlioz Festival 1979. godine.
Osim u Lyonu, bio je šef dirigent Orchestra della Svizzera Italiana od 1997. do 2000. i Praškog simfonijskog orkestra od 2001. do 2006. S Češkom filharmonijom je snimio nekoliko simfonija Arthura Honeggera.

## Vanjske poveznice
- (engl.) Životopis na bach-cantatas.com

| Prethodnik:                    | Šefovi dirigenti Praškog simfonijskog orkestra Serge Baudo (2001. – 2006.) | Nasljednik:               |
| Gaetano Delogu (1995. – 1998.) | Šefovi dirigenti Praškog simfonijskog orkestra Serge Baudo (2001. – 2006.) | Jiří Kout (2006. – 2013.) |